# Seznam postav, které v zimě přinášejí dárky

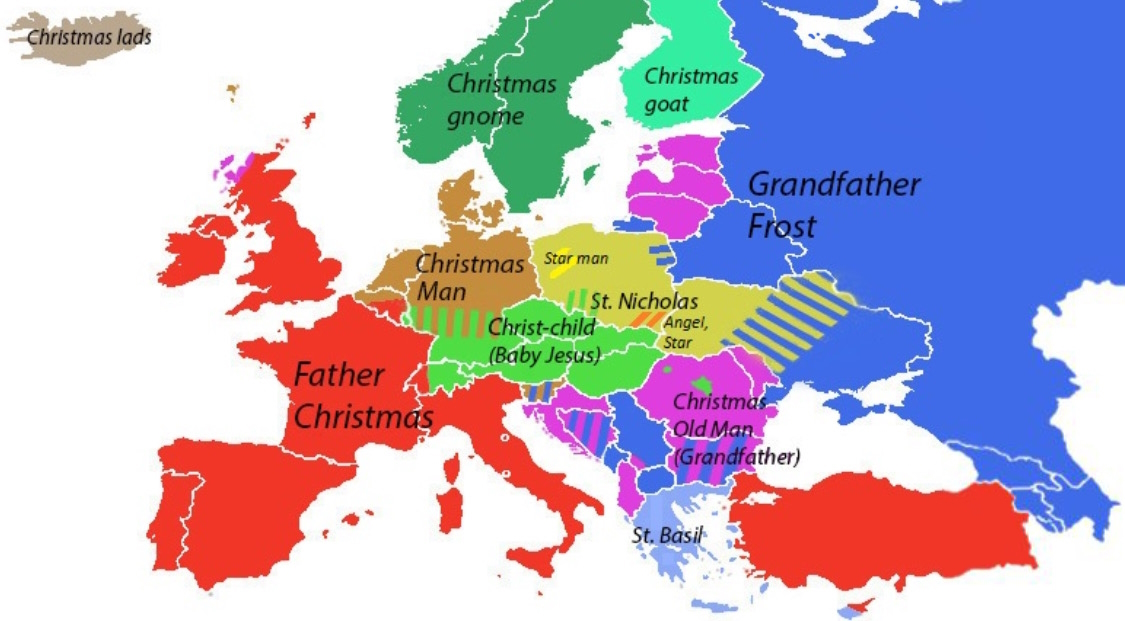
Vánoční roznašeči dárků v Evropě

Toto je seznam postav, které v různých zemích nosí dárky v období Vánoc nebo zimy.

## Charakteristika seznamu
Mytické nebo folklorní postavy přinášející dárky během zimy, často v období Vánoc nebo kolem nich, se postupně v různých lokalitách proměňovaly stejně jako den, kdy dary přinášely, a místní zvyky se v čase vzájemně ovlivňovaly. Mnohé dary přinášející bytosti mají původ v křesťanské náboženské tradici, ale nošení a rozdávání dárků je nyní často sekulárním zvykem. V lokalitách, kde se Vánoce neslavily nebo se slavily jen menšinově, vznikly světské postavy, některé až ve velmi moderní době a některé jako zcela místní bytosti.
Hlavními tradicemi postav přinášející v zimě dary, které mají původ v Evropě, jsou:
- Překrývající se zimní a náboženské tradice Starého muže (Svatý Mikuláš, Santa Claus, Otec Vánoc, svatý Basil, Děda Mráz),
- Tradice dítěte Krista (Jezulátka) prosazovaná Martinem Lutherem[1] (Christkind, Ježíšek, Dítě Boží)
- Tradice Tří Králů.

Někteří nositelé darů byli nebo jsou očekáváni specificky na Štědrý den nebo na Boží hod vánoční. Dalšími běžnými daty jsou 6. prosinec (Mikuláš), 1. leden, Nový rok (sv. Basil, světský svátek) a 6. leden, Tři Králové (Zjevení Páně).
Mezinárodní popularita postavy Santa Clause proměnila starší tradice v mnoha zemích.
Zimní bytosti přinášející dary spolu vzájemně souvisejí jménem, atributy, datem příchodu a náboženskou či světskou identitou. Tento seznam se zaměřuje na vánoční bytosti, ale zahrnuje i bytosti, které nejsou specificky spojovány s Vánocemi, pokud přinášejí dary v období zimy. Seznam však nezahrnuje mytické nebo folklorní postavy, které jsou spojeny se zimou, ale dary nepřinášejí, jako je například Otec Čas.
| Stát                   | Starý muž | Dítě | Ostatní | Poznámky |
| ---------------------- | --- | --- | --- | --- |
| Afghánistán            | Papa Noël (arabsky: بابا نويل baba noel); Baba Chaghaloo | | | |
| Anglie                 | Otec Vánoc nebo synonymický Santa Claus | | | V předviktoriánské době byl Otec Vánoc rozdílnou folklorní postavou reprezentující dobré zdraví a nepřinášející dary.                                                                         |
| Andorra                | Pare Noel (Otec Vánoc) | | Els Tres Reis (Tři králové) | |
| Argentina              | Papá Noel (Otec Vánoc) | El Niño Diós (Dítě Boží)                                                                                     | Reyes Magos (Tři králové) 6. ledna; | |
| Arménie                | Dzmer Papik (Otec Vánoc) | | Gaghant Baba | Gaghant Baba je tradiční postava spojená s arménským Novým rokem (gaghant), zatímco Dzmer Papik je postava novější, arménská verze Santa Klause                                               |
| Austrálie              | Santa Claus (nebo Otec Vánoc) | | | |
| Ázerbájdžán            | Şaxta Baba (Otec Mrazík) | | | |
| Belgie                 | Père Noël (Otec Vánoc) a Sv. Mikuláš, 6. prosince, pro francouzsky mluvící; Kerstman (Vánoční muž) a Sinterklaas, 6. prosince, pro nizozemsky mluvící | Le Petit Jesus (Malý Ježíš) pro francouzsky mluvící                                                          | | |
| Bolívie                | Papá Noel (Otec Vánoc) | El Niño Diós (Boží dítě)                                                                                     | | |
| Bosna a Hercegovina    | Djed Božićnjak (také znám jako Božić Bata nebo Djed Mraz) 1. ledna | | | |
| Brazílie               | Papai Noel, Bom Velhinho (Dobrý malý stařík). | | | |
| Bulharsko              | Дядо Коледа (Dyado Koleda) (Otec Vánoc) | | | |
| Chile                  | El Viejito Pascuero (Velikonoční stařík), odkazuje na příchod kolem "času Vánoc", který se v Chile často nazývá jako "Narození Velikonoc" (Pascua de la Natividad) nebo jen jako "Velikonoce" (Pascua), v kontrastu s "křesťanskými Velikonocemi" (Pascua de Resurrección). | | | |
| Kostarika              | Santa Clós (Santa Claus), San Nicolás (svatý Mikuláš) nebo jeho přezdívka Colacho. | El Niño Diós (Dítě Boží)                                                                                     | | |
| Čína                   | Shengdan laoren (čínsky: 聖誕老人, zjednodušenou čínštinou: 圣诞老人, kantonsky: sing daan lo jan, pinyin: shèngdànlǎorén (Starý muž Vánoc) | | | |
| Česko                  | Anděl a čert doprovázející Mikuláše (sv. Mikuláše) 6. prosince | Ježíšek (Dítě Ježíšovo)                                                                                      | | |
| Dánsko                 | Julemanden (Christmas Man) | | | |
| Dominikánská republika | Papá Noel (Otec Vánoc), Santa Clós (Santa Claus) | | Los Tres Reyes Magos (Tři králové) 6. ledna, Vieja Belén (Stará dáma z Betlému) | |
| Ekvádor                | Papá Noel (Otec Vánoc) | El Niño Diós (Dítě Boží)                                                                                     | Tři králové, 6. ledna | |
| Egypt                  | Papa Noël (arabsky: بابا نويل Baba Noel) | | | |
| Estonsko               | Jõuluvana (Starý muž Vánoc) | | | |
| Finsko                 | | | Joulupukki (Yule Goat) | |
| Filipíny               | Santa Claus, 24. prosince | | Los Tres Reyes Magos / Tatlóng Haring Mago (Tři králové), 5. ledna | |
| Francie                | Père Noël (Otec Vánoc) | Le Petit Jésus (Dítě Ježíšovo)                                                                               | Tante Arie v Franche-ComtéSv. Mikuláš (Saint Nicholas) v Alsasku-Lotrinsku | |
| Gruzie                 | თოვლის ბაბუა [tovlis babua] (Sněhový děd) | | | |
| Honduras               | Santa Claus | | Tři králové | |
| Hongkong               | 聖誕老人 (jyutping: sing3 daan3 lou5 jan4) (Vánoční starý muž), Santa Claus, sv. Mikuláš, Otec Vánoc | | | |
| Chorvatsko             | Djed Božićnjak (Děd Vánoc), Djed Mraz (Děd Mráz), Sveti Nikola (sv. Mikuláš) 6. prosince, Santa Claus | Mali Isus (Malý Ježíš)                                                                                       | V Dalmácii a Slavonii sv. Lucie přichází večer na svůj svátek 13. prosince. | |
| Indie                  | Vánoční otec, Jingal Bell, Santa Claus; Santa Masi (Santa Teta) v Telugu; Thatha (Vánoční stařík); v Marathi Natal Bua (Vánoční stařík); v Tamilu Christmas Thatha (Vánoční děd); v jižní Indii ಸಾ೦ಟಾ ಕ್ಲಾಸ್; v Malayalamu, Christmas Pappa (Vánoční otec).                      | | | |
| Indonésie              | Santa Claus, Sinterklas | | | |
| Írán                   | Santa Claus, Baba Noel (persky: بابا نوئل); Amu Nowruz (persky: عمو نوروز, "Uncle Nowruz"), také znám jako Papa Nowruz (persky: بابا نوروز – Bābā Nowruz), Spring Equinox (20. března).                                                                                     | | | |
| Irsko                  | Santa Claus, Otec Vánoc, Daidí na Nollag pro irsky mluvící | | | |
| Island                 | | | Jólasveinar (Yulemen nebo Yule Lads) | V islandských folklorních pohádkách je velký počet Jólasveinar, kteří přichází v různých datech.                                                                                              |
| Itálie                 | Babbo Natale (Otec Vánoc); v Terstu, sv. Mikuláš 6. prosince. | Gesù bambino (Ježíšovo dítě)                                                                                 | La Befana 6. ledna. Na Sicílii, v Udine, Bergamu, Brescii, Cremoně, Lodi, Mantově, Piacenze, Parmě, Reggio Emilia, Veroně a západním Trentinu, sv. Lucie, která přichází na svůj svátek 13. prosince.. | |
| Japonsko               | サンタクロース (Santa Kuroosu, nebo Santa-san) je známá, ale není to tradiční návštěvník. | | Dne 2. ledna sedm šťastných Božstev přináší metaforické poklady v lodi pokladů Takarabune | |
| Jižní Afrika           | Sinterklaas, Otec Vánoc, Santa Claus | | | |
| Jižní Korea            | 산타 할아버지 (Santa Harabeoji) (Děda Santa)/ 산타 클로스 (Santa Claus) | | | |
| Kanada                 | Santa Claus, Père Noël (Otec Vánoc) pro francouzsky mluvící | | | |
| Kolumbie               | Papá Noel (Otec Vánoc) | El Niño Diós (Dítě Boží), El Niño Jesús (Dítě Ježíš)                                                         | | |
| Kypr                   | Άγιος Βασίλης (Svatý Basil) 1. ledna | | | |
| Lichtenštejnsko        | | Christkind (Kristus – dítě)                                                                                  | | |
| Litva                  | Kalėdų Senelis (Děda Vánoc) | | | |
| Lotyšsko               | Ziemassvētku vecītis (Otec Vánoc) | | | |
| Lucembursko            | Kleeschen (sv. Mikuláš) | Christkind (Kristus – dítě)                                                                                  | | |
| Maďarsko               | Télapó (Otec Vánoc); Mikulás (Mikuláš) 6. prosince | Jézuska" nebo "Kis Jézus" (Dítě Ježíšovo)                                                                    | Andělé doprovázející Ježíšovo dítě | |
| Malta                  | Otec Vánoc | | | |
| Mexiko                 | Santa Clós (Santa Claus) | El Niño Diós (Dítě Boží)                                                                                     | Los Tres Reyes Magos (Tři králové) | |
| Německo                | Weihnachtsmann (Santa Claus) (Vánoční muž) v protestantských oblastech; sv. Mikuláš, 6. prosince. | Christkind (Dítě Kristovo) v katolických oblastech                                                           | | Mikuláš je doprovázen Knechtem Ruprechtem, Krampusem, Belsnickelem nebo dalšími posluhovači v různých regionech Německa. Tento doprovod by měl "trestat" děti, které nebyly během roku hodné. |
| Nikaragua              | | El Niño (Kristus – dítě)                                                                                     | Tři králové | |
| Nizozemsko             | Kerstman (Vánoční muž), Sinterklaas (sv. Mikuláš) 5. prosince | | | Zwarte Piet (Černý Petr) doprovází Sinterklaase |
| Norsko                 | Julenissen (Vánoční skřet) | | | |
| Nový Zéland            | Otec Vánoc, známý v Maorštině Maori jako Hana Koko. | | | |
| Panama                 | Santa Claus | Christ Child                                                                                                 | Tři králové 6. ledna | |
| Paraguay               | Papá Noel (Otec Vánoc) | El Niño Diós (Dítě Boží)                                                                                     | | |
| Peru                   | Papá Noel (Otec Vánoc), Santa Claus | | | |
| Polsko                 | Gwiazdor (Hvězdný muž nebo Malá hvězda), Santa Claus, Święty Mikołaj (sv. Mikuláš) 6. prosince | Dzieciątko (Kristus – dítě) v Horním Slezsku                                                                 | | |
| Portugalsko            | Pai Natal (Otec Vánoc), Santa Claus | Menino Jesus (Kristus – dítě) – nyní méně často                                                              | | |
| Portoriko              | Santa Clós (Santa Claus) | | | Dříve Tři králové |
| Rakousko               | St Nikolaus nebo Nikolo 6. prosince. | Christkind (Kristus – dítě)                                                                                  | | |
| Rumunsko               | Moş Crăciun (Otec Vánoc), Moş Nicolae (sv. Mikuláš) 6. prosince | Jézuska nebo Kis Jézus (Ježíšovo dítě) (pro maďarskou menšinu)                                               | Angyal (Anděl) (pro maďarskou menšinu) | Moş Gerilă (Děd Mráz) během komunistické éry |
| Rusko                  | Дед Мороз (Ded Moroz) (Děd Mráz), jeho vnučka Snegurochka (Sněhová panna) a Novoroční chlapec; v Jakutsku Чысхаан (Chyskhaan) (Pán chladu); v Yamalo-Nenets Autonomous Okrug - Ямал Ири (Yamal Iri) (Děd Yamala)                                                            | | | Před rokem 1917, před érou komunismu byli postavami, které přináší dary, sv. Mikuláš, Babuška a Kolyáda.                                                                                      |
| Řecko                  | Άγιος Βασίλης (svatý Basil) 1. ledna | | | |
| Severní Makedonie      | Dedo Mraz | | | |
| Skotsko                | Santa Claus; Bodach na Nollaig (Scots Gaelic: Stařík Vánoc) | | | |
| Slovinsko              | Miklavž, Dedek Mraz (Děda mráz), Božiček | Jezušček (Ježíšovo dítě)                                                                                     | Sveti trije kralji (Tři králové) | |
| Srbsko                 | Now Деда Мраз (Deda Mraz) (Děda Mráz) 1. ledna; dříve Божић Бата (Božić Bata) (Vánoční bratr) | | | |
| Srí Lanka              | Naththal Seeya | | | |
| Sýrie                  | Papa Noël (arabsky: بابا نويل baba noel) | | | |
| Španělsko              | Papá Noel (Otec Vánoc); Olentzero v Baskicku; Apalpador v některých oblastech Galicie, | | Tři králové 6. ledna; Tió de Nadal v Katalánsku; Anjanas v Kantabrii; Anguleru v Asturii | |
| Švédsko                | Jultomten (Vánoční skřítek) | | | Julbock (vánoční koza) do 19. století |
| Švýcarsko              | St Nicholas (znám jako Samichlaus pro německy mluvící a San Nicolao pro italsky mluvící), Père Noël (Otec Vánoc) pro francouzsky mluvící | Christkind (Kristovo dítě) v některých oblastech, Gesù bambino (Dítě Ježíšovo) v italsky mluvících oblastech | La Befana v italsky mluvících oblastech | |
| Thajsko                | ซานตาคลอส (Santa Claus) | | | |
| Tchaj-wan              | 聖誕老人 nebo 聖誕老公公 (Stařík Vánoc) | | | |
| Turecko                | Noel Baba (Otec Vánoc) 1. ledna | | | |
| Turkmenistán           | Aýaz baba | | | |
| Ukrajina               | Святий Миколай (Sviaty Mykolay) (sv. Mikuláš), Дід Мороз (Did Moroz) (Děd mráz) | | | Vánoce jsou slaveny podle Gregoriánského kalendáře 7. ledna |
| Uruguay                | Papá Noel (Otec Vánoc) | El Niño Diós (Boží dítě)                                                                                     | | |
| Spojené státy americké | Santa Claus; někdy Kris Kringle | | | |
| Uzbekistán             | Ayoz Bobo (Mrazivý děd), Qor Bobo (Sněhový děd) | | | |
| Venezuela              | Santa Clós (Santa Claus) | El Niño (Kristovo dítě)                                                                                      | Reyes Magos (Tři králové) 6. ledna; | |
| Vietnam                | Ông Già Nô-en (Stařík Vánoc) | | | |
| Wales                  | Otec Vánoc, Santa Claus; Siôn Corn ve velštině (dříve Chimney John) | | | |